# 2015年阿根廷大選
2015年阿根廷大選于2015年10月25日举行，如需要第二輪投票則在11月22日舉行。在此之前，初選已在2015年8月9日舉行。上一次總統選舉在2011年10月23日舉行；而上一次議會選舉則2013年10月27日舉行。2015年11月23日，共和國方案总统候选人毛里西奧·馬克里以超过51.34%票数赢得总统选举胜利。

## 總統候選人
以下政黨和政黨聯盟之人物在2015年8月9日的初選中確認為總統候選人。
| 政黨或聯盟   | 照片 | 候選人               | 競選搭檔                  | 初選擊敗之候選人            | 初選百分比 | 主選舉百分比     |
| ------------ | ---- | -------------------- | ------------------------- | --------------------------- | ---------- | ---------------- |
| 我们改变     |      | 毛里西奧·馬克里      | 加布里埃拉·米凱蒂         | 艾麗莎·卡羅爾 埃內斯托·桑斯 | 30.07%     | 51.34 12,997,937 |
| 胜利阵线     |      | 丹尼尔·肖利          | 卡洛斯·詹尼尼             | 無                          | 38.41%     | 48.66 12,317,330 |
| 聯合新選擇   |      | 塞爾吉奧·馬薩        | 古斯塔沃·薩恩斯           | 若澤·曼努埃爾·德拉索塔      | 20.63%     |                  |
| 漸進         |      | 瑪格麗塔·斯托比則    | 米格爾·安赫爾·奧拉維亞娜  | 無                          | 3.51%      |                  |
| 工人左翼阵线 |      | 尼古拉斯·德爾·卡尼奧 | 瑪麗亞姆·布雷格曼         | 豪爾赫·阿爾塔米拉           | 3.31%      |                  |
| 妥協聯盟     |      | 羅德里格斯·薩阿      | 莉莉安娜·內格雷·德·阿隆索 | 無                          | 2.11%      |                  |

### 其他政黨
以下的政黨和候選人在初選中未獲得足夠的票數以參加總統選舉。
- 人民團結 - 維克托·德·真納羅（西班牙语：Víctor De Gennaro），阿根廷眾議院布宜诺斯艾利斯省代表議員
- 工人社會主義運動 - 亞歷杭德羅·博達（西班牙语：Alejandro Bodart），布宜諾斯艾利斯市民意代表
- 新争取社会主义运动 - 曼努埃拉·卡斯塔涅拉，布宜諾斯艾利斯市民意代表
- 鄰里行動運動 - 勞爾阿爾巴拉辛，科尔多瓦省前民意代表
- 人民黨 - 毛里西奧·耶泰，布宜諾斯艾利斯市市鎮成員

## 国会选举
总计130名阿根廷国会下院众议院议员将在全国23个省及首都区所划分的24个选区中选出。席位分配方式采用比例代表制中的漢狄法，且当选门槛不低于3%总计24名阿根廷国会上院参议院议员将在8个省的三人制复数选区中采用封闭式名单制选出，得票第一的政党获得两席，得票第二政党获得一席。